# Deprea orinocensis
Deprea orinocensis là loài thực vật có hoa trong họ Cà. Loài này được (Kunth) Raf. mô tả khoa học đầu tiên năm 1838.